# Гримм, Фатима
Фатима Гримм (нем. Fatima Grimm, имя при рождении Хельга Лили Вольф нем. Helga Lili Wolff; 25 июля 1934, Мюнхен — 6 мая 2013, Гамбург) — немецкая переводчица, писательница и оратор, пишущая об исламе. Она приобрела известность благодаря своей активной деятельности в мусульманской общине Германии, в том числе в качестве официального представителя Немецкой мусульманской лиги в Гамбурге.

## Детство и образование
Фатима Гримм родилась в 1934 году в семье обергруппенфюрера СС и генерала войск СС Карла Вольфа (1900–1984) и Фриды фон Рёмхельд (1901–1988). 13 мая 1945 года она и её семья американскими войсками были первоначально заключены в Больцано. В июне 1949 года, после освобождения её отца из тюрьмы, он работал представителем рекламного отдела журнала, и семья переехала в Штарнберг недалеко от Мюнхена.
В 1958 году она познакомилась с Омаром Абдулом Азизом, чешским мусульманином. В 1960 году, в свой 26-й день рождения, она приняла ислам, произнеся шахаду в мюнхенской квартире имама Ибрагима Гаджаоглу и вышла замуж за Омара Абдула Азиза.
В 1962 году она переехала с ним в Пакистан, а в 1963 году вернулась с ним в Германию, где стала активно участвовать в жизни мюнхенской общины.

## Карьера
Гримм впервые появилась на публике, тогда ещё как Фатима Херен-Шарка (нем. Fatima Heeren-Sarka), в протоколе от 11 апреля 1971 года общего собрания Комиссии по строительству мечетей Мюнхена (предшественника Исламской общины Германии) в качестве «секретаря» недавно избранного «исполнительного комитета». В последующие десятилетия она написала и перевела различные книги и написала множество статей, некоторые из которых были опубликованы в журнале «Аль-Ислам». В своей издательской деятельности она посвятила себя в первую очередь таким темам, как образование и роль женщин в исламе. Она была редактором детского журнал «Du und der Islam» («Ты и ислам»), просуществовавший лишь недолгое время с 1978 по 1984 год и вошедший в состав «Аль-Ислама». В течение нескольких лет она также курировала журнал «Аль-Ислам».
В 1975 году особое внимание привлекла лекция, впервые прочитанная Гримм. Она была опубликована в 1995 году в виде брошюры Исламским центром Мюнхена (IZM) под названием «Воспитание наших детей» и с тех пор неоднократно распространялась (например, на книжной ярмарке в берлинской мечети Мевлана в 2007 году). Эта «самая противоречивая публикация Фатимы Гримм» из-за образа семьи, который она выражает, используя такие термины, как «джихад» и «дар аль-харб», рисует ужасающую картину детей, вырастающих в «массу полуобразованных националистов, коммунистов или гуманистов», если им не дать исламского образования. Кроме того, частью образовательного процесса является ознакомление детей, которые открыты для этого с 15 лет, с концепцией джихада как защиты веры: «Это включает в себя то, что мы, как матери, не должны быть трусливыми и стремиться защитить наших сыновей от любой опасности. […] Напротив, мы должны всегда показывать им, какая великая честь для каждого мусульманина иметь возможность сражаться за дело ислама с оружием в руках». В отчете Управления по защите конституции земли Баден-Вюртемберг за 2010 год говорится, что публикация IZM, написанная Гримм вместе с английской писательницей Аишей Лему, выступает за восстановление наказаний хадд. В брошюре, опубликованной Фондом Фридриха Эберта в 2003 году, говорится, что Гримм «с тех пор дистанцировалась от своей работы». 
В 2005 году беседе исламским учёным с Надимом Элиасом, опубликованной в 2006 году Институтом исламских дел, он заявил, что Гримм заняла чёткую позицию и сказала, что тексту 30 лет, что она никоим образом не имела в виду вооружённую борьбу и что она никоим образом не поддерживает её в настоящее время.
За несколько недель до смерти её отца, Карла Вольфа, в 1984 году он принял ислам; на могиле дочь прочитала поминальную молитву (джаназа-намаз) в присутствии представителей Исламского центра Мюнхена (IZM).
Начиная с апреля 1999 года Гримм была почётным членом консультативного совета ZMD. Она также заседала (вместе со своим мужем Абдулом Каримом) в совете Немецкой мусульманской лиги в Гамбурге, была членом Либерального исламского союза и принимала активное участие в работе Исламского центра Гамбурга; на её территории в Гамбурге у неё была собственная небольшая мечеть. Вместе со своим мужем Абдулом Каримом она посетила несколько встреч немецкоязычных мусульман.
Летом 2002 года Гримм сопровождал Надима Элиаса и других представителей ZMD в поездке Всемирной исламской лиги по Германии.
Гримм работал над немецким переводом Корана в группе, состоящей в основном из женщин, включая Халиму Краузен и Еву-Марию Эль-Шабасси. Первоначально он был задуман как перевод с английского версии Корана Абдуллы Юсуфа Али. Перевод включает в себя обширные комментарии Абдуллы Юсуфа Али, Мухаммада Асада, аль-Куртуби, Сейида Кутба, Дарьябади, Ибн Касира, Маудуди, ас-Суюти и Абдула Хамида Сиддики, которые были взяты непосредственно и переведены; комментарии суфиев или шиитов были опущены. Он был опубликован в течение 16 лет в 24 выпусках издательством «Аль-Ислам» и, наконец, в пяти томах издательством «SKD Bavaria Verlag» Абдель-Халима Хафаги. Наряду с переводом Мухаммада Расула, перевод Гримм является одним из двух переводов Корана, рекомендованных Центральным советом мусульман Германии (ZMD) в его учебной программе 1999 года по исламскому религиозному образованию. В руководстве «ORIENTation» Института исламских исследований Свободного университета Берлина перевод Гримм описывается как строго традиционалистский и интерпретативный, а также «ориентированный на миссионерские цели», и «не рекомендуется» для изучения. На сайте ZMD islam.de Хамида Бер называет перевод Корана Гримм вместе с современными комментариями своим «вероятно, величайшим наследием». Она утверждает, что это первый перевод Корана на немецкий язык, составленный и опубликованный совместно суннитами и шиитами. «Исламские учёные ещё не занимались её работой», но её комментарии можно найти «в новых разделах исламского богословия».
В 2009 году Хадиджа Катья Вёлер-Халфаллах процитировала Гримм из своей книги « Женщина и семейная жизнь в исламе» (2005), которую она написала совместно с Аишей Лему, в качестве примера фундаменталистской, антисекулярной и проджихадистской полемики: «(…) Это усилие (джихад) может быть осуществлено в час нужды, как мечом, так и пером, лопатой, как скальпелем, или даже швейной машинкой или деревянной ложкой. Джихад — это борьба со всеми силами, которые нападают на ислам изнутри и извне. Независимо от того, направлены ли эти нападения на высмеивание ислама, ослабление его традиций и обычаев или подрыв его политической власти, к ним в любом случае следует относиться очень серьёзно, потому что они стремятся уничтожить корни нашего наследия».
В исследовательском отчёте 2007 года Ральф Гадбан назвал книгу Гримм «Ислам глазами женщины» одним из самых читаемых произведений мусульманских авторов в Германии. В этом контексте Гадбан ссылается на Мурада Хофмана, Ахмада фон Денффера и Гримм как на представителей «движения «Братья-мусульмане», «причём фон Денфер и Гримм принадлежат к его наиболее радикальному крылу».

## Частная жизнь и смерть
В 1958 году она познакомилась с Омаром Абдулом Азизом, чехом-мусульманином, и вышла за него замуж в 1960 году. У них родились сын и дочь, которая умерла в младенчестве. Брак закончился разводом в 1983 году.
1 апреля 1984 года она вышла замуж за вдовца, немецкого новообращённого мусульманина Абдула Карима Гримма (1933–2009), с тремя детьми которого она познакомилась во время умры, и переехала с ним в Гамбург. Она умерла в возрасте 79 лет вечером 6 мая 2013 года в Гамбурге после продолжительной тяжелой болезни.

## Публикации
- Sayyid Abū-l-Aʿlā Maududī: Weltanschauung und Leben im Islam (= Herder-Bücherei. Band 397). Übersetzt aus dem Englischen von Fatima Heeren-Sarka. Herder, Freiburg im Breisgau u. a. 1971. The Islamic Foundation, Leicester 1978, ISBN 0-86037-029-1 bzw. ISBN 0-86037-028-3.
- Family life in Islam. Speech delivered at the International Islamic Conference, London, on April 8, 1976. Mohammad Yusuf Khan, Lahore 1976. Übersetzung auf Dänisch: Islamisk familieliv. ISBN 87-87728-74-5.
- mit Aisha B. Lemu: Woman in Islam. Papers delivered at the International Islamic Conference, held in London from 3rd to 12th April, 1976. Islamic Council of Europe, Leicester 1976, ISBN 0-86037-004-6. Neuauflage Islamic Foundation, Markfield 2007, ISBN 978-0-86037-004-8
- Al-Islam (Hrsg.): Kurshid Ahmad: Grundsätze der islamischen Erziehung. (= Schriftenreihe des Islamischen Zentrums München. Nr. 3). Informationsschrift des Islamischen Zentrums München. Hrsg. in Zusammenarbeit mit The Islamic Foundation. Übersetzt aus dem Englischen von Fatima Heeren. Islamisches Zentrum München, München 1976. 4. Auflage 1997 bzw. 2005 ebenda herausgegeben von der Islamischen Gemeinschaft in Deutschland, ISBN 978-3-89263-003-6 bzw. ISBN 3-89263-003-8.
- mit Aisha B. Lemu: Kvinden i islams verden. Scientific Research House, Kuwait und Islamisk Ungdomsforbund, Valby 1978, ISBN 87-980656-4-5.
- Sound foundations of Muslim families at the most fundamental social unit of the Islamic community. MSA of U.S. and Canada, Bloomington, Indiana 1978.
- Zakāt. (= Schriftenreihe des Islamischen Zentrums München. Nr. 6). In Zusammenwirkung mit The Muslim Students Association of The United States & Canada, Islamic Correspondence Course und dem Waterval Islamic Institute. Übersetzt aus dem Englischen von Fatima Heeren. Islamisches Zentrum München, München 1978.
- Ahmad Kamil H. Darwish: Was ist Islam? In: Zusammenarbeit mit Darqawi Siddigyyah Zawiah of Tanger, Marokko. Übersetzt aus dem Englischen von Fatima Heeren. Islamisches Zentrum München, München 1978. Neuauflage ebenda, 1997, ISBN 3-89263-000-3.
- Muhammad Manazir Ahsan: Islam, Glaube und Leben. Übersetzt von Ahmad von Denffer und Fatima Heeren-Sarka. Islamic Foundation, Leicester 1978, ISBN 0-86037-034-8.
- Das Fasten. (= Schriftenreihe des Islamischen Zentrums München. Nr. 5). Hrsg. vom Islamischen Zentrum München in Zusammenwirkung mit The Muslim Students Association of the United States & Canada. Übersetzt aus dem Englischen von Fatima Heeren. Islamisches Zentrum München, München 1978 (Neuauflage 1982).
- Muhammad. (= Schriftenreihe des Islamischen Zentrums München. Nr. 7). In Zusammenwirkung mit The Muslim Students of the United States & Canada. Übersetzt aus dem Englischen von Fatima Heeren. Islamisches Zentrum München, München 1978.
- Said Ramadan: Das islamische Recht. Theorie und Praxis. Übersetzt von Fatima Heeren. Harrassowitz, Wiesbaden 1980, ISBN 3-447-02078-4.
- Taha Jabir Al-Alwani: Entwurf eines Alternativen Kulturplanes. Übersetzt von Fatima Grimm und Hanna Niemann. Muslim-Studenten-Vereinigung in Deutschland, Marburg 1992, ISBN 3-932399-12-9.
- Taha J. al Alwani und Imad al Din Khalil: Der Koran und die Sunnah. Der Zeit-Raum-Faktor. Übersetzt von Fatima Grimm und Maryam Reissmann. International Institute of Islamic Thought, Herndon, Virginia 1994 (ISBN 1-56564-053-5) sowie Muslim-Studenten-Vereinigung in Deutschland, Marburg 1994 (ISBN 3-932399-11-0).
- Sayyid Abu-l-A'la Maududi: Weltanschauung und Leben im Islam. (= Schriftenreihe des Islamischen Zentrums München. Nr. 24). Übersetzt aus dem Englischen von Fatima Heeren-Sarka. Islamisches Zentrum München, München (auch International Islamic Federation of Student Organizations, Kuwait) 1994, ISBN 3-89263-024-0.
- Innerer Friede. (= Vorträge über den Islam. Nr. 2). 3. Auflage. Islamisches Zentrum München, München 1995, ISBN 3-89263-602-8.
- Informationszentrale Islamisches Zentrum München (Hrsg.): Die Erziehung unserer Kinder. (= Vorträge über den Islam. Nr. 3). Redaktion: Tilmann Schaible. Islamisches Zentrum München, München 1995, ISBN 3-89263-603-6; 2., durch Tilmann Schaible überarbeitete Auflage: Dâr-us-Salâm / Garching bei München 2000, ISBN 3-932129-63-6.
- Sayyid Abul A'la Maududi: Islamische Lebensweise. (= Schriftenreihe des Islamischen Zentrums München. Nr. 17). Deutsch von Ayisha Niazi und Fatima Heeren. Islamisches Zentrum München, München (auch International Islamic Federation of Student Organization, Kuwait) 1996, ISBN 3-89263-017-8.
- Said Ramadan: Das islamische Recht. Theorie und Praxis. Übersetzt von Fatima Heeren. 2. Auflage, herausgegeben von der Muslim-Studenten-Vereinigung in Deutschland e. V. in Zusammenarbeit mit dem Islamischen Konzil in Deutschland e. V. unter Bearbeitung von Amena El-Zayat. Muslim-Studenten-Vereinigung in Deutschland, Marburg 1996, ISBN 3-932399-00-5.
- mit anderen: Tarǧamat maʿāni ʾl-Qurʾān al-karīm ila ʾl-luġa al-almānīya = Die Bedeutung des Korans. 5 Bände. SKD Bavaria, München 1996–1997, ISBN 3-926575-40-9.
- mit Aisha B. Lemu: Frau und Familienleben im Islam. (= Schriftenreihe des Islamischen Zentrums München. Nr. 20); übersetzt durch Abdullah Hammam. 3. Auflage. Islamisches Zentrum München, München 1999, ISBN 3-89263-020-8.
- Tilmann Schaible (Hrsg.): Fatima Grimm und Timann Schaible: Wie mache ich das Gebet im Islam? (= Elementarwissen Islam. Nr. 2). Dâr-us-Salâm, Garching bei München 2000, ISBN 3-932129-02-4.
- Der Islam mit den Augen einer Frau. 2., neubearbeitete Auflage. SKD-Bavaria-Verlag, München 2002, ISBN 3-926575-92-1.
- Auswahl aus dem Meer der Barmherzigkeit. Die Lehren des Großscheikhs unseres Meisters Scheikh 'Abdullah ad-Daghestânî an-Naqschbandî. Erläutert durch seinen Vertreter und Nachfolger Nazim al-Qubrusi. Zusammengestellt, übersetzt und herausgegeben von Hassan P. Dyck und Fatima Heeren. 2. Auflage. Neubearbeitung durch Abd al-Hafidh Wentzel. Warda-Publ., Hellenthal 2005, ISBN 978-3-939191-03-2 bzw. ISBN 3-939191-03-5.
- Muḥammad Aḥmad Rassoul (Hrsg.): Innerer Friede. 3., verbesserte und erweiterte Auflage. Islamische Bibliothek, Köln 2006, ISBN 3-8217-0075-0.
- Muhammet Mertek (Red.): Kurze Suren aus dem Koran & einige ausgewählte Gebete. übersetzt von Fatima Grimm. Fontäne-Verlag, Offenbach am Main 2009, ISBN 978-3-935521-50-5.
- Ali Ünal (Hrsg.): Der Koran und seine Übersetzung. Mit Kommentar und Anmerkungen. übersetzt von Fatima Grimm und Wilhelm Willeke. Fontäne-Verlag, Offenbach am Main 2009, ISBN 978-3-935521-45-1 bzw. ISBN 978-3-935521-46-8.
- als Herausgeberin: Tuchgefühl. Geschichten vom Leben mit und ohne Kopftuch. Narrabila Verlag, Berlin 2013, ISBN 978-3-943136-06-7.